# Rasco
Rasco, wirklicher Name Kieda Brewer, ist ein US-amerikanischer Rapper aus San Mateo, Kalifornien. Er ist ein Vertreter der Stilrichtungen Hardcore-Rap und Westcoast-Hip-Hop.

## Biografie
Kieda Brewer wurde Mitte der 1970er in San Mateo geboren. In Kontakt mit der Hip-Hop-Kultur kam er zunächst als Breakdancer. Er wurde daraufhin Teil der Gruppe Children of One Destiny, die neben ihm aus Saafir, Friz-B und Eb.F bestand. Saafir verließ die Gruppe schließlich, um eine Solokarriere zu verfolgen, woraufhin sie 1991 in Various Blends umbenannt wurde und Brewer ebenfalls zu rappen begann. Er gab sich den Namen Rasco, als Akronym für „Realistic, ambitious, serious, cautious, and organized“. Das Trio veröffentlichte 1995 die Single Chill as I Flex, die jedoch nur lokalen Erfolg hatte. Noch bevor ein gemeinsames Album aufgenommen wurde, entschloss sich auch Rasco die Gruppe zu verlassen und bei Peanut Butter Wolfs Label Stones Throw Records zu unterschreiben.
Dort wurde 1997 seine Single The Unassisted veröffentlicht, für die er verschiedene Ehrungen erhielt. Unter anderem wurde sie auf Platz 1 der Independent-Hip-Hop-Charts der Musikzeitschrift Hits geführt und hielt für vier Wochen die Spitzenplatzierung in der landesweit ausgestrahlten Radiosendung The Wake Up Show von Sway und King Tech. Infolgedessen begann Rasco an seinem Debütalbum Time Waits for No Man zu arbeiten, das 1998 über Stones Throw erschien. Das Werk erreichte zwar nicht die Billboard 200, wurde aber von der Hip-Hop-Zeitschrift The Source als bestes, unabhängig veröffentlichtes Album von 1998 ausgezeichnet und erreichte Rasco und das Label zufriedenstellende Verkaufszahlen.
Der internationale Vertrieb von Time Waits for No Man war an das Londoner Label Copasetik Records vergeben worden, das danach Interesse zeigte auch in den USA für Rascos Musik zuständig zu sein. Rasco willigte ein, hatte jedoch bald Probleme mit dem Unternehmen, woraufhin er sein eigenes Label, Pockets Linted, gründete. Dennoch erschien 1999 sein nächstes Projekt, die von der Geburt seiner Tochter inspirierte EP The Birth, über Copasetik.
Anschließend arbeitete er jedoch am ersten Werk von Pockets Linted, der Kompilation 20,000 Leagues Under the Street Volume 1, die 2000 auf den Markt gebracht wurde und auf der neben Rasco auch Phil the Agony, Zion I und Planet Asia auftraten. Mit letztgenanntem gründete er das Duo Cali Agents und brachte noch im gleichen Jahr deren Album, How the West Was One, auf den Markt.
2000 war er auf dem Soundtrack OVO von Peter Gabriel für die Millennium Dome Show zu hören.
In den folgenden Jahren arbeitete er immer wieder mit Planet Asia als Cali Agents zusammen. Zunächst kehrte er jedoch zu Copasetik Records zurück und veröffentlichte 2001 sein zweites Soloalbum Hostile Environment, bevor er zum New Yorker Label Coup d’Etat Records wechselte, wo 2003 Escape from Alcatraz erschien.
Alle weiteren Alben, mit denen er sich im Underground bewegte, wurden in Eigenregie über Pockets Linted veröffentlicht.

## Diskografie

### Alben
- 1998: Time Waits for No Man
- 2001: Hostile Environment
- 2003: Escape from Alcatraz
- 2004: Minority Report
- 2005: The Dick Swanson Theory
- 2008: Global Threat
- 2010: Al Capone’s Vault (mit DJ Wich)
- 2012: United Fakes of America

### EPs
- 1999: The Birth
- 2014: Swann & Simpson (mit Guilty Simpson)
- 2014: 7 Days EP

### Kompilationen
- 2000: 20,000 Leagues Under the Street Volume 1
- 2006: The Wonder Years – 1996 – 2006